# Jošanica (Tomislavgrad)
Jošanica (Tomislavgrad) ist eine Ortschaft in der Gemeinde Tomislavgrad in Bosnien-Herzegowina.

## Geographie
Das Dorf liegt an der Magistralstraße M6.1, von Tomislavgrad Richtung Livno, am Fuße des Kologaj und grenzt an die Dörfer Stipanići und Podgaj. Neben dem alten Kern des Dorfes besteht der Dorfteil Rivine.
Im Tal des Dorfes fließt der Bach Ostrožac. Um diesen herum befinden sich die bewirtschafteten Felder und Gärten der Dorfgemeinschaft. Der Bach hat seine Ursprungsquellen in einem Tal, welches sich im Hinterland von Jošanica befindet. In diesem karstigen und bewaldeten Tal sind zahlreiche Quellen des Baches angesiedelt sowie ausgebaute und befestigte Wanderwege vorhanden.
An den Ufern des Ostrožac befanden sich ursprünglich die Mühlen des Dorfes, von denen nur noch Ruinen sichtbar sind.
Steinblöcke befinden sich oberhalb des Dorfteils Rivine und an den Ufern des Baches.

## Bevölkerung
Nach den letzten Bevölkerungsstatistiken hatte das Dorf 2019 eine Einwohnerzahl von 214 (109 Frauen, 105 Männer), während es 1991 noch 216 waren. Alle Bewohner gehören der Bevölkerungsgruppe der Kroaten an.
Innerhalb der städtischen Verwaltung von Tomislavgrad bildet Jošanica mit dem Dorf Podgaj die gemeinsame Verwaltungsgemeinschaft „MZ Podgaj-Jošanica“ mit Sitz in Podgaj.   

## Dorftypus
Jošanica ist ein kleines Dorf. Das Dorfzentrum befindet sich dicht gedrängt entlang der Magistralstraße M6.1. Der kleinere Dorfteil Rivine liegt ca. 400 m vom Dorfzentrum in Richtung des Nachbardorfes Podgaj entfernt.
Das Dorf und die Gemeinschaft sind landwirtschaftlich geprägt, da um das Dorf große landwirtschaftlich Flächen vorhanden sind: unterhalb des Dorfes neben dem Bach Ostrožac sowie oberhalb des Dorfes. 

## Geschichte
Die Geschichte des Dorfes ist mit der Entwicklung der Stadt Tomislavgrad verbunden. 
Zahlreiche Steinblöcke und Gräber (Stećci) befinden sich oberhalb des Dorfteils Rivine und an den Ufern des Baches Ostrožac.
An den Ufern des Baches Ostrožac befanden sich ursprünglich die Mühlen des Dorfes, von denen nur noch Ruinen sichtbar sind.  